# Башлыки
Башлыки (укр. Башлики) — село в Цуманской поселковой общине Луцкого района Волынской области Украины.
До 2020 года входило в Киверцовский район.
Население по переписи 2001 года составляет 1001 человек. Занимает площадь 2,642 км².